# メリック郡 (ネブラスカ州)
座標: 北緯41度17分 西経98度03分 / 北緯41.283度 西経98.050度
メリック郡（英: Merrick County）は、アメリカ合衆国のネブラスカ州にある郡。2000年時点の人口は8,204人で、郡庁所在地はセントラルシティ (Central City)。隣接するホール郡、ハワード郡とはグランドアイランド都市圏を構成している。
ネブラスカ州のナンバープレートで、メリック郡の車両は最初の数字が46になっている。これは1922年にナンバープレートの制度を確立した際、メリック郡の車両登録台数が州内の郡のなかで46番目に多かったからである。

## 歴史
メリック郡は1858年に組織され、郡の名は準州議会に郡の設立請願書を提出した準州議員のヘンリー・W・デピュイの妻の旧姓からとられた。
設立当初、メリック郡の境界線は南側はプラット川に沿って引かれ、あとは経緯度に沿って直線に引かれた。これゆえ郡設立の一年前に470 km2 (180 mi2) の地域がポーニー保留地になっていた。1873年、州議会は保留地をメリック郡から切り離し、現在のぎざぎざした北側の境界線と北西部の細長く突き出た地域と北東部のいびつな形状が生まれた。その後、1897年に保留地はナンス郡に編入された。

## 地理
アメリカ合衆国国勢調査局によると、この郡は総面積1,281 km2 (495 mi2) である。このうち1,256 km2 (485 mi2)が陸地で、26 km2 (10 mi2) が川や湖などの水地域である。総面積のうちの1.99%が水地域となっている。

### 隣接する郡
- ナンス郡（北）
- プラット郡（北東）
- ポーク郡（東）
- ハミルトン郡（南）
- ホール郡（南西）
- ハワード郡（西）

## 人口動静

2000年国勢調査時の郡の人口ピラミッド

2000年の国勢調査によると、メリック郡には8,204人、3,209世帯、及び2,307家族が暮らしている。人口密度は7/km2 (17/mi2) で、3/km2 (8/mi2) の平均的な密度に3,649軒の住居が建っている。この郡の人種の構成は白人98.32%、黒人（アフリカ系アメリカ人）0.22%、先住民0.10%、アジア系0.21%、太平洋諸島系0.01%、その他の人種0.67%、及び混血0.48%で、2.05%の人々がヒスパニックまたはラテン系である。
メリック郡に住む3,209世帯のうち、33.30%は18歳未満の子どもと暮らしており、61.10%は夫婦で生活している。6.50%は未婚の女性が世帯主であり、28.10%は家族以外の住人と同居している。25.00%は独居で、全世帯の13.10%は65歳以上の独居老人世帯である。1世帯あたりの平均人数は2.51人であり、家庭の場合は2.99人である。
郡の住民は27.50%が18歳未満の子どもで、18歳以上24歳以下が6.40%、25歳以上44歳以下が24.70%、45歳以上64歳以下が23.80%、および65歳以上が17.50%となっている。平均年齢は39歳である。女性100人に対して男性は95.90人いて、18歳以上の女性100人に対しては男性は94.90人いる。
郡の世帯ごとの平均収入は34,961米ドルで、家族ごとでは39,729米ドルである。男性の26,998米ドルに対して女性は19,828米ドルの平均的な収入がある。この郡の一人当たりの収入 (per capita income) は15,958米ドルである。総人口の8.90%、家族の7.00%は貧困線以下である。18歳未満の子どもの9.70%及び65歳以上の9.20%は貧困線以下の生活を送っている。

## コミュニティ

### 都市
- セントラル・シティ (en:Central City, Nebraska)

### 村
- チャップマン (en:Chapman, Nebraska)
- クラークス (en:Clarks, Nebraska)
- パーマー (en:Palmer, Nebraska)
- シルヴァー・クリーク (en:Silver Creek, Nebraska)

### その他
- アーチャー (en:Archer, Nebraska)

## 郡区
- セントラル (en:Central Township, Merrick County, Nebraska)
- チャップマン (en:Chapman Township, Merrick County, Nebraska)
- クラークスヴィル (en:Clarksville Township, Merrick County, Nebraska)
- ローン・ツリー (en:Lone Tree Township, Merrick County, Nebraska)
- ループ (en:Loup Township, Merrick County, Nebraska)
- ミード (en:Mead Township, Merrick County, Nebraska)
- ミッドランド (en:Midland Township, Merrick County, Nebraska)
- プレーリー・クリーク (en:Prairie Creek Township, Merrick County, Nebraska)
- プレーリー・アイランド (en:Prairie Island Township, Merrick County, Nebraska)
- シルヴァー・クリーク (en:Silver Creek Township, Merrick County, Nebraska)
- ヴィエレッグ (en:Vieregg Township, Merrick County, Nebraska)